# Aarhus Hovedbanegård
Århus Hovedbanegård (Århus Hoofdstation) is een station in Århus, Denemarken en ligt aan de lijnen Århus - Aalborg, Århus - Hov, Århus - Ryomgård en Fredericia - Århus.
Het station is een belangrijk knooppunt voor railvervoer in Denemarken en is het drukste station buiten de regio Kopenhagen. Er zijn intercity verbindingen met Aalborg en København H alsmede regionale verbindingen naar de rest van Jutland. Daarnaast zijn er directe treinen naar Hamburg, Berlijn en Praag.